# Illóolajok listája
| Illóolaj                     | Növény latin neve                | Illóolaj latin neve                                                                 | Megjegyzés                                                               |
| ---------------------------- | -------------------------------- | ----------------------------------------------------------------------------------- | ------------------------------------------------------------------------ |
| Ánizsolaj                    | Pimpinella anisum                | Anisi aetheroleum                                                                   | (Ph. Eur. 4., Ph. Hg. VIII.)                                             |
| Angelicaolaj                 | Angelica archangelica            | Angelicae aetheroleum radice Angelicae aetheroleum seminis                          | gyökérből magból                                                         |
| Babér olaj                   | Laurus nobilis                   | Lauri aetheroleum                                                                   |                                                                          |
| Balzsamolaj                  | Abies balsamea                   | Abietis balsameae aetheroleum                                                       |                                                                          |
| Bazsalikomolaj               | Ocimum basilicum                 | Basilici aetheroleum                                                                |                                                                          |
| Bergamottolaj                | Citrus bergamia                  | Bergamottae aetheroleum                                                             |                                                                          |
| Borókaolaj                   | Juniperus communis               | Juniperi aetheroleum                                                                | (Ph. Eur. 4., Ph. Hg. VIII.)                                             |
| Borsmentaolaj                | Mentha x piperita                | Menthae piperitae aetheroleum                                                       | (Ph. Eur. 4., Ph. Hg. VIII.)                                             |
| Borsikaolaj                  | Satureja hortensis               | Saturejae aetheroleum                                                               |                                                                          |
| Bükkfaolaj                   | Fagus sylvatica                  | Fagi aetheroleum                                                                    | kátrányolaj (empyreumaticum)                                             |
| Cédrusolaj                   | Cedrus libani                    | Atlanticae cedri aetheroleum                                                        |                                                                          |
| Cédrusolaj                   | Cedrus deodara                   | Cedri aetheroleum                                                                   |                                                                          |
| Ceyloni fahéjolaj            | Cinnamomum verum                 | Cinnamomi zeylanici corticis aetheroleum Cinnamomi zeylanici folii aetheroleum      | kéreg, háncs levél                                                       |
| Cickafarkolaj                | Achillea millefolium             | Achilleae aetheroleum                                                               |                                                                          |
| Ciprusolaj                   | Cupressus sp.                    | Cupressi aetheroleum                                                                |                                                                          |
| Citvor olaj                  | Curcuma zedoaria                 | Zedoariae aetheroleum                                                               |                                                                          |
| Citromfűolaj                 | Melissa officinalis              | Melissae aetheroleum                                                                | (Ph. Eur. 4., Ph. Hg. VIII.)                                             |
| Citromolaj                   | Citrus × limon                   | Limonis aetheroleum                                                                 |                                                                          |
| Citronella olaj              | Cymbopogon nardus                | Citronellae ceylanicum aetheroleum                                                  |                                                                          |
| Csombormenta olaj            | Mentha pulegium                  | Menthae pulegii aetheroleum                                                         |                                                                          |
| Dokudámi olaj                | Houttuynia cordata               | Houttuyniae aetheroleum                                                             |                                                                          |
| Erdeifenyő-olaj              | Pinus sylvestris                 | Pini silvestris aetheroleum                                                         |                                                                          |
| Eukaliptuszolaj              | Eucalyptus globulus              | Eucalypti aetheroleum                                                               |                                                                          |
| Édesköményolaj               | Foeniculum vulgare               | Foeniculi (fructus) aetheroleum                                                     | (Ph. Hg. VIII.)                                                          |
| Édes narancsolaj             | Citrus aurantium                 | Aurantii dulcis aetheroleum Neroli aetheroleum                                      | virágból                                                                 |
| Fekete borsolaj              | Piper nigrum                     | Piperii aetheroleum                                                                 |                                                                          |
| Fodormentaolaj               | Mentha spicata                   | Menthae crispae aetheroleum ~ Menthae spicatae aetheroleum                          |                                                                          |
| Gerániumolaj                 | Pelargonium graveolens           | Geranii aetheroleum                                                                 |                                                                          |
| Gyömbérolaj                  | Zingiber officinale              | Zingiberis aetheroleum                                                              |                                                                          |
| Illatos rutaolaj             | Agathosma betulina               | Bucco aetheroleum                                                                   |                                                                          |
| Izsópolaj                    | Hyssopus officinalis             | Hyssopi aetheroleum                                                                 |                                                                          |
| Jávai citronellaolaj         | Citronellae javanicum            | Citronellae javanicum aetheroleum                                                   |                                                                          |
| Jázminolaj                   | Jasminum officinale              | Jasmini aetheroleum                                                                 |                                                                          |
| Kajeputolaj                  | Melaleuca cajuputi               | Cajeputi aetheroleum                                                                |                                                                          |
| Kajszibarack olaj            | Prunus armeniaca                 | Armeniaca aetheroleum                                                               |                                                                          |
| Kámforolaj                   | Cinnamomum camphora              | Camphorae aetheroleum                                                               |                                                                          |
| Kamillaolaj                  | Matricaria recutita              | Matricariae aetheroleum Chamomillae aetheroleum                                     | (Ph. Eur. 4., Ph. Hg. VIII.) (Ph. Hg. VII.) (Ph. Eur. 4., Ph. Hg. VIII.) |
| Kapormagolaj                 | Anethum graveolens Anethum sowa  | Anethi aetheroleum                                                                  |                                                                          |
| Kardamom(um) olaj            | Elettaria cardamomum             | Cardamomi aetheroleum                                                               |                                                                          |
| Kaszkarilla olaj             | Croton eluteria                  | Cascarillae aetheroleum                                                             |                                                                          |
| Kerti kakukkfűolaj           | Thymus vulgaris                  | Thymi aetheroleum                                                                   |                                                                          |
| Keserű narancsolaj           | Citrus aurantium                 | Aurantii amari aetheroleum Aurantii amari floris aetheroleum Petitgrain aetheroleum |                                                                          |
| Kínai fahéjolaj              | Cinnamomum aromaticum            | Cinnamomi Cassiae aetheroleum                                                       |                                                                          |
| Komló olaj                   | Humulus lupulus                  | Lupuli aetheroleum                                                                  |                                                                          |
| Korianderolaj                | Coriandrum sativum               | Coriandri aetheroleum                                                               |                                                                          |
| Köményolaj                   | Carum carvi                      | Carvi aetheroleum                                                                   |                                                                          |
| Kubébabors olaj              | Cubebae fructus                  | Cubebae aetheroleum                                                                 |                                                                          |
| Kúszó fajdbogyó olaj         | Gaultheria procumbens            | Gaultheriae aetheroleum                                                             |                                                                          |
| Lestyángyökérolaj            | Levisticum officinale            | Levistici aetheroleum                                                               | gyökérből                                                                |
| Levendulaolaj                | Lavandula angustifolia           | Lavandulae aetheroleum Spicae aetheroleum                                           | (Ph. Hg. VII., Ph. Eur. 4., Ph. Hg. VIII.) széleslevelű levendula        |
| Majoránnaolaj                | Majorana hortensis               | Majoranae aetheroleum                                                               |                                                                          |
| Mandarinolaj                 | Citrus deliciosa                 | Mandarinae aetheroleum                                                              |                                                                          |
| Mandarin-narancsolaj         | Citrus reticulata                | Citri reticulatae aetheroleum                                                       |                                                                          |
| Mentaolaj                    | Mentha arvensis                  | Menthae arvensis aetheroleum                                                        | (Ph. Eur. 4., Ph. Hg.VIII.)                                              |
| Mezei kakukkfű               | Thymus serphyllum                | Serpylli aetheroleum                                                                |                                                                          |
| Mirhaolaj                    | Commiphora myrrha                | Myrrhae aetheroleum                                                                 |                                                                          |
| Mirtuszolaj                  | Myrtus communis                  | Myrti aetheroleum                                                                   |                                                                          |
| Moldvai sárkányfő(fű) olaj   | Dracocephalum moldavica          | Dracocephali aetheroleum                                                            |                                                                          |
| Muskátdió-olaj               | Myristicae fragrantis            | Myristicae fragrantis aetheroleum                                                   |                                                                          |
| Muskotályzsálya-olaj         | Salvia sclarea                   | Salviae sclareae aetheroleum                                                        |                                                                          |
| Narancsolaj                  | Citrus aurantium                 | Aurantii aetheroleum                                                                |                                                                          |
| Narancsvirágolaj             | Citrus aurantium amara           | Aurantii amaris floris aetheroleum                                                  |                                                                          |
| Niaouliolaj                  | Melaleuca viridiflora            |                                                                                     |                                                                          |
| Nőszirom olaj                | Iris pallida                     | Iridis aetheroleum                                                                  |                                                                          |
| Nyugat-indiai szantálfa olaj | Amyris balsamifera               | Amyris aetheroleum                                                                  |                                                                          |
| Orvosi zsályaolaj            | Salvia officinalis               | Salviae officinalis aetheroleum                                                     |                                                                          |
| Örökzöld ciprus              | Cupressus sempervirens           | Cupressi aetheroleum                                                                |                                                                          |
| Pacsuliolaj                  | Pogostemon patchouli - P. cablin | Patchouli aetheroleum                                                               |                                                                          |
| Pálmarózsaolaj               | Cymbopogon martinii              | Palmarosae aetheroleum                                                              |                                                                          |
| Perubalzsamolaj              | Myroxylum balsamum               | Peruviani balsami aetheroleum                                                       |                                                                          |
| Petitgrain olaj              | Citrus aurantium                 | Ppetitgrain aetheroleum                                                             |                                                                          |
| Rómaikamilla-olaj            | Chamaemelum nobile               | Chamomillae romanae aetheroleum                                                     | (Ph. Eur. 4., Ph. Hg. VIII.)                                             |
| Római köményolaj             | Cuminum cyminum                  | Cumini (cymini) aetheroleum                                                         |                                                                          |
| Rozmaringolaj                | Rosmarinus officinalis           | Rosmarini aetheroleum                                                               | (Ph. Eur., Ph. Hg. VIII.)                                                |
| Rózsaolaj                    | Rosa x damascena                 | Rosae aetheroleum                                                                   |                                                                          |
| Rózsafaolaj                  | Aniba rosaeodora                 | Anibae rosaeodorae aetheroleum                                                      |                                                                          |
| Szantálfaolaj                | Santalum album                   | Ligni santali aetheroleum                                                           |                                                                          |
| Szegfűborsolaj               | Pimenta racemosa                 | Myriciae aetheroleum                                                                |                                                                          |
| Szegfűszegolaj               | Syzygium aromaticum              | Caryophylli aetheroleum                                                             |                                                                          |
| Teafaolaj                    | Melaleuca alternifolia           | Melaleucae aetheroleum                                                              | (Ph. Eur. 4., Ph. Hg. VIII.)                                             |
| Tárkonyürömolaj              | Artemisia dracunculus            | Dracunculi aetheroleum                                                              |                                                                          |
| Tömjénolaj                   | Boswellia sacra                  | Boswellia aetheroleum                                                               | a tömjéngyanta illóolaja.                                                |
| Törpefenyőolaj               | Pinus mugo                       | Pini pumilionis aetheroleum                                                         |                                                                          |
| Vaníliaolaj                  | Vanilla planifolia               | Vanilla planifolia aetheroleum                                                      |                                                                          |
| Vetiverolaj                  | Vetiveria zizanoides             | Vetiveriae aetheroleum                                                              |                                                                          |
| Virginiai borókaolaj         | Juniperus virginiana             | Ligni cedri aetheroleum                                                             |                                                                          |
| Vörös borókaolaj             | Juniperus oxycedrus              | Juniperi aetheroleum                                                                | kátrányolaj (empyreumaticum)                                             |
| Ylang-ylang olaj             | Cananga odorata                  | Canangae aetheroleum, Annonae aetheroleum                                           | növényből, virágból                                                      |